# Emily Infeld
Emily Infeld (ur. 21 marca 1990 w Ohio) – amerykańska lekkoatletka specjalizująca się w biegach długodystansowych oraz średniodystansowych.
Wielokrotna medalistka mistrzostw USA. Halowa mistrzyni NCAA w biegu na 3000 metrów (2012).
W 2015 roku zdobyła brązowy medal mistrzostw świata w Pekinie w biegu na dystansie 10 000 metrów. Dwa lata później w Londynie podczas kolejnej edycji imprezy Amerykanka na tym samym dystansie uplasowała się na szóstej pozycji.

## Osiągnięcia
| Rok  | Impreza                                   | Miejsce        | Konkurencja           | Pozycja     | Wynik    |
| ---- | ----------------------------------------- | -------------- | --------------------- | ----------- | -------- |
| 2013 | Mistrzostwa świata w biegach przełajowych | Bydgoszcz      | bieg na 8 kilometrów  | 21. miejsce | 25:27    |
| 2015 | Mistrzostwa świata                        | Pekin          | bieg na 10 000 metrów | 3. miejsce  | 31:43,49 |
| 2016 | Igrzyska olimpijskie                      | Rio de Janeiro | bieg na 10 000 metrów | 11. miejsce | 31:26,94 |
| 2017 | Mistrzostwa świata                        | Londyn         | bieg na 10 000 metrów | 6. miejsce  | 31:20,45 |
| 2022 | Mistrzostwa świata                        | Eugene         | bieg na 5000 metrów   | 14. miejsce | 15:29,03 |

## Rekordy życiowe
- bieg na 800 metrów (stadion) – 2:06,05 (2009)
- bieg na 800 metrów (hala) – 2:06,35 (2011)
- bieg na 1500 metrów – 4:05,66 (2021)
- bieg na 3000 metrów – 8:41,29 (2023)
- bieg na 5000 metrów (stadion) – 14:54,09 (2021)
- bieg na 5000 metrów (hala) – 14:51,91 (2020)
- bieg na 10 000 metrów – 31:08,57 (2021)